# Wassenaar
Wassenaar  je město v provincii Jižní Holandsko v Nizozemsku.
Wassenaar má přibližně 27 tisíc obyvatel, leží v blízkosti města Haagu, asi 10 km od dálnice N44, blízko Severomořského pobřeží. Město se rozkládá na ploše 62,50 km², z čehož je 11,65 km² vodní plocha. Obyvatelé Wassenaaru si říkají Wassenaarders.
Se svou rodinou zde žije nizozemský král Vilém-Alexandr, syn bývalé nizozemské královny Beatrix. Část města, kde má královská rodina své každodenní sídlo, je jednou z nejprestižnějších rezidenčních čtvrtí v celém Nizozemsku.